# Euphranta unifasciata
Euphranta unifasciata är en tvåvingeart som beskrevs av Hardy 1981. Euphranta unifasciata ingår i släktet Euphranta och familjen borrflugor. Inga underarter finns listade i Catalogue of Life.